# K'vali
K'vali (gruzinsko sled, stopinja) je pevski zbor gruzinskih pesmi, ki ga je novembra 2008 v Ljubljani ustanovila Vrinda Čidambaram, ameriška podiplomska študentka splošnega jezikoslovja Univerze Princeton, ki je bila kot Fulbrightova štipendistka na enoletni študijski izmenjavi v Ljubljani. K'vali naj bi širil zavest o Gruziji kot deželi nenavadnih, polifoničnih in disonantnih, a zanimivih in lepih melodij. Občinstvu je predstavil pesmi iz več gruzinskih pokrajin: Imereti, Svaneti, Ach'ara, Rach'a, Tusheti, Guria, Kakheti in Samegrelo. Zbor je sestavljalo 8 deklet. Premierni koncert so imele 4. marca 2009 ob 19.30 v cerkvi sv. Jakoba, ki se ga je udeležil tudi ameriški veleposlanik. Zapele so 14 pesmi, izmed teh 3 liturgične. Koncert je bil posnet. Kasneje so se zboru pridružili tudi 4 fantje. Ob svojem odhodu je Vrinda vodstvo zbora prepustila sopevkam. 

## Izbrani koncerti
- 14. 4. 2009 Hostel Celica (prireditev Sozvočje sveta),
- 4. 6. 2009 Zlati zob,
- 18. 6. 2009 KUD France Prešeren,
- 22. 6. 2009 Arboretum Volčji potok (načrtovano),
- 6. 7. 2009 atrij Trubarjevega antikvariata,
- 20. 8. 2009 Festival Sanje v Miklošičevem parku,
- 17. 8. 2011 Hostel Celica.